# Sävsjö HK
Sävsjö HK ist ein schwedischer Handballverein aus Sävsjö.
Die Damen-Mannschaft des Vereins war in den Spielzeiten 1993/1994 bis 1998/1999 sechsmal schwedischer Meister. Nach der Saison 2002/2003 stieg der Verein aus der höchsten schwedischen Spielklasse, der Elitserien, ab. In der Saison 2009/2010 spielt die Mannschaft in der Division 1 södra, der zweiten Liga, in einer Spielgemeinschaft mit Exjö; die Herren-Mannschaft spielt in der Division 4.